# 戈尔舍奇诺耶
戈尔舍奇诺耶（羅馬化：Gorshechnoye）是俄罗斯库尔斯克州的市级镇、戈尔舍奇诺耶区行政中心，地处库尔斯克州东部，在州府库尔斯克东偏南方。镇内设有同名铁路车站。
建于1781年，1967年设市级镇。该地2021年人口有5,150人；2010年人口6,137；2002年人口6,915；1989年人口6,863。